# WSL World Heavyweight Championship
El WSL World Heavyweight Championship fue un campeonato de lucha libre profesional de mayor importancia dentro de la Wrestling Superstars Live.

## Historia
Originalmente fue conocido como AWA Superstars of Wrestling World Heavyweight Championship y era la continuación del Campeonato Mundial Peso Pesado de la American Wrestling Association que quebró en 1991, reconociendo a todos los campeones de esas épocas. Debido a la demanda presentada ante Dale Gagner por parte de la World Wrestling Entertainment por el uso de la marca AWA el título pasó a llamarse WSL World Heavyweight Championship y solo son reconocidos los campeones a partir de 1996. 

## Campeón Actual
El campeón actual es Keith Walker, quien obtuvo el campeonato al derrotar a Ricky Landell. Su victoria fue el 21 de febrero de 2009. Walker se encuentra en su primer reinado como campeón.

## Lista de campeones
| Luchador:       | Reinado N°: | Derrotó a:                             | Fecha:                  | Ubicación:             |
| --------------- | ----------- | -------------------------------------- | ----------------------- | ---------------------- |
| Jonnie Stewart  | 1           | Larry Gligorovich                      | 6 de junio de 1996      | Rochester, Minnesota   |
| King Kong Bundy | 1           | Otorgado por Dale Gagne                | 31 de marzo de 1999     | Oshkosh, Wisconsin     |
| The Patriot     | 1           | Dale Gagne                             | 29 de julio de 2000     | Pine Bluff, Arkansas   |
| Ricky Enrique   | 1           | The Patriot                            | 29 de julio de 2000     | Pine Bluff, Arkansas   |
| Eric Priest     | 1           | Ricky Enrique                          | 3 de junio de 2001      | Hillside, Illinois     |
| Evan Karagias   | 1           | Eric Priest                            | 22 de marzo de 2002     | Casa Grande, Arizona   |
| Horshu          | 1           | Se le es otorgado                      | 12 de octubre de 2002   | Mercedes, Texas        |
| Evan Karagias   | 2           | Horshu                                 | 6 de julio de 2003      | Lemoore, California    |
| Takao Omori     | 1           | Steve Corino en la final de un torneo. | 15 de febrero de 2005   | Tokio, Japón           |
| Steve Corino    | 1           | Takao Omori                            | 11 de junio de 2005     | Bay City, Míchigan     |
| Shinjiro Otani  | 1           | Steve Corino                           | 22 de febrero de 2006   | Tokio, Japón           |
| Takao Omori     | 2           | Shinjiro Otani                         | 1 de abril de 2006      | Tokio, Japón           |
| Ric Converse    | 1           | Takao Omori                            | 14 de junio de 2006     | Indianapolis, Indiana  |
| Steve Corino    | 2           | Ric Converse                           | 7 de enero de 2007      | Pottstown, Pensilvania |
| Takao Omori     | 3           | Steve Corino                           | 31 de marzo de 2007     | Yokohama, Japón        |
| Masato Tanaka   | 1           | Takao Omori                            | 26 de octubre de 2007   | Tokio, Japón           |
| Vacante         | N/A         | Tanaka se va de la promoción.          | 10 de diciembre de 2007 | N/A                    |
| Larry Zbyszko   | 1           | Se le es otorgado.                     | 5 de febrero de 2008    | Minneapolis, Minnesota |
| Ricky Landell   | 1           | Larry Zbyszko                          | 11 de octubre de 2008   | Indianápolis, Indiana  |
| Keith Walker    | 1           | Ricky Landell                          | 21 de febrero de 2009   | Michigan City, Indiana |

## Reinados Más Largos
| Luchador:       | Días: | Fecha en que ganó:    | Fecha en que perdió:  |
| --------------- | ----- | --------------------- | --------------------- |
| Jonnie Stewart  | 1028  | 6 de junio de 1996    | 31 de marzo de 1999   |
| Evan Karagias   | 590   | 6 de julio de 2003    | 15 de febrero de 2005 |
| King Kong Bundy | 486   | 31 de marzo de 1999   | 29 de julio de 2000   |
| Keith Walker    | 338   | 21 de febrero de 2009 | Actual                |
| Ricky Enrique   | 309   | 29 de julio de 2000   | 3 de junio de 2001    |

## Mayor Cantidad de Reinados
- 3 veces: Takao Omori
- 2 veces: Evan Karagias y Steve Corino

## Datos interesantes
- Reinado más largo: Jonnie Stewart, 1028 días.
- Reinado más corto: The Patriot, menos de un día.
- Campeón más viejo: Larry Zbyszko, 54 años y dos meses.
- Campeón más joven: Ricky Landell, 25 años, 5 meses y 16 días.
- Campeón más pesado: King Kong Bundy, 445 libras (202 kg).
- Campeón más liviano: Masato Tanaka, 220 libras (100 kg).